# Bages
|  | Per a altres significats, vegeu «Bages (desambiguació)». |

El Bages és una comarca catalana de la vegueria Central. La seva capital és Manresa, té 30 municipis, i inclou una part de la comarca natural del Lluçanès, així com un municipi de la de l'Alta Segarra. El 15 d'abril del 2015, 5 municipis van deixar de formar part del Bages i es van unir a la comarca del Moianès.

## La divisió comarcal
L'assaig de divisió territorial, de la Generalitat, del 1936 inclogué en la demarcació del Bages els trenta municipis següents: Aguilar de Segarra, Artés, Avinyó, Balsareny, Callús, Cardona, Castellbell i el Vilar, Castellfollit del Boix, Castellgalí, Castellnou de Bages, Fonollosa, Gaià, Manresa, Marganell (o Santa Cecília de Montserrat), Monistrol de Montserrat, Mura, Navarcles, Navàs, Rajadell, Rocafort i el Pont de Vilomara, Sallent, Sant Feliu Sasserra, Sant Fruitós de Bages, Sant Joan de Vilatorrada, Sant Mateu de Bages, Santpedor, Sant Salvador de Guardiola, Sant Vicenç de Castellet, Súria i Talamanca. Canviant Cardona per Granera, són els mateixos que formen el partit o districte judicial de Manresa, adscrit a l'audiència territorial i a la província civil de Barcelona.
Gairebé tots els municipis esmentats comprenen diverses entitats menors de població. Que no són pas sempre uns simples apèndixs o ravals del nucli principal, sinó que es presenten sovint amb personalitat pròpia ben destacada, amb les credencials d'uns antecedents històrics remarcables o amb la categoria que el desenvolupament social, industrial i urbà o una situació privilegiada modernament als ha atorgat. En aquest capítol caldria ressenyar les antigues quadres civils i les nombroses parròquies encara subsistents i els barris industrials o les colònies de vora riu. Els municipis del Bages compten el 2012 amb 74 parròquies: dues de pertanyents a l'arquebisbat de Barcelona, dotze al bisbat de Solsona i totes les altres al bisbat de Vic. El que no vol dir que totes disposin de rector cadascuna, ni de bon tros.
Les colònies o poblats fabrils establerts a la comarca als anys 1980-90 eren en nombre de 22; onze a la vora del Llobregat, vuit a la del Cardener i tres a la riera de Calders.
El 15 d'abril del 2015, amb l'aprovació de la Generalitat de Catalunya i dels alcaldes dels municipis següents, Moià, Santa Maria d'Oló, l'Estany, Calders i Monistrol de Calders van deixar de formar part del Bages per unir-se a la comarca del Moianès.

## Geografia
Limita al nord amb el Berguedà; a l'est amb el Moianès i amb Osona; al sud amb el Vallès Oriental, el Vallès Occidental i el Baix Llobregat; al sud-oest amb l'Anoia, i a l'oest amb el Solsonès.
La població ocupada segons dades de 2001 ho està en un 52% en el sector de serveis, en un 35,7% en el sector industrial, en un 11% en la construcció i en un 2% en l'agricultura. La indústria minera és molt antiga amb la sal de Cardona i amb explotacions de potassa a Súria i a Sallent. Una indústria molt diversificada, i antigament de predomini tèxtil, aprofita la força motriu del Llobregat i el Cardener, els dos rius que reguen la comarca.
La comarca està situada al bell mig de Catalunya, equidistant dels Pirineus, de la costa, de les comarques gironines i lleidatanes, ocupa l'angle sud-est de la Depressió Central.
La vegetació és majoritàriament de caràcter mediterrani, però té molts elements submediterranis, principalment a les obagues i a les fondalades. El bosc d'alzines i/o roures (Quercus pubescens i Quercus x cerrioides) es creu que predominaria a la vegetació natural de la comarca, si bé només ocupa grans extensions a la part alta de Montserrat i el parc natural de Sant Llorenç del Munt i l'Obac. Actualment l'arbre més important és el pi blanc, molt resistent a la sequera i adaptat a viure en sòls pobres en nutrients, que sovint es troba associat a prats secs (joncedes, llistonars) i a matollars (brolles) de romaní i altres arbustos de fulla petita.
La xarxa fluvial que travessa la comarca forma un eix arborescent format pels rius Llobregat i Cardener i les rieres de la Gavarresa, de Calders i de Rajadell. Aquest sistema fluvial ha configurat l'aspecte físic del Bages, però també l'humà, perquè la població s'ha instal·lat a les fons de les valls, a les carenes entre els rius i als altiplans.
L'agricultura del Bages és essencialment de secà. Els cultius són mediterranis, cereals, vinya i olivera. La indústria tradicional era la tèxtil i cotonera. Posteriorment s'hi van instal·lar indústries mineres de sals potàssiques, metal·lúrgiques i químiques.
| Municipi                        | Habitants |
| ------------------------------- | --------- |
| Aguilar de Segarra              | 263       |
| Artés                           | 5.585     |
| Avinyó                          | 2.240     |
| Balsareny                       | 3.240     |
| Callús                          | 2.067     |
| Cardona                         | 4.728     |
| Castellbell i el Vilar          | 3.618     |
| Castellfollit del Boix          | 440       |
| Castellgalí                     | 2.017     |
| Castellnou de Bages             | 1.303     |
| Fonollosa                       | 1.412     |
| Gaià                            | 162       |
| Manresa                         | 75.152    |
| Marganell                       | 254       |
| Monistrol de Montserrat         | 2.935     |
| Mura                            | 227       |
| Navarcles                       | 5.950     |
| Navàs                           | 6.020     |
| Pont de Vilomara i Rocafort, el | 3.794     |
| Rajadell                        | 536       |
| Sallent                         | 6.594     |
| Sant Feliu Sasserra             | 606       |
| Sant Fruitós de Bages           | 8.512     |
| Sant Joan de Vilatorrada        | 10.802    |
| Sant Mateu de Bages             | 611       |
| Sant Salvador de Guardiola      | 3.127     |
| Sant Vicenç de Castellet        | 9.300     |
| Santpedor                       | 7.496     |
| Súria                           | 5.911     |
| Talamanca                       | 193       |

### Demografia
| 1497 f | 1515 f | 1553 f | 1717   | 1787   | 1857   | 1877   | 1887   | 1900   | 1910   |
| ------ | ------ | ------ | ------ | ------ | ------ | ------ | ------ | ------ | ------ |
| 1.376  | 1.458  | 1.773  | 19.516 | 30.874 | 58.852 | 61.289 | 66.223 | 67.381 | 67.832 |

| 1920   | 1930   | 1940   | 1950    | 1960    | 1970    | 1981    | 1990    | 1992    | 1994    |
| ------ | ------ | ------ | ------- | ------- | ------- | ------- | ------- | ------- | ------- |
| 77.460 | 88.976 | 96.718 | 102.846 | 127.718 | 137.299 | 150.360 | 152.557 | 152.403 | 152.403 |

| 1996    | 1998    | 2000    | 2002    | 2004    | 2006    | 2008    | 2010    | 2012 | 2014 |
| ------- | ------- | ------- | ------- | ------- | ------- | ------- | ------- | ---- | ---- |
| 152.586 | 152.635 | 153.776 | 157.870 | 165.123 | 173.236 | 181.346 | 185.117 | -    | -    |

| 2016 | 2018 | 2020 | 2022 | 2024    | 2026 | 2028 | 2030 | 2032 | 2034 |
| ---- | ---- | ---- | ---- | ------- | ---- | ---- | ---- | ---- | ---- |
| -    | -    | -    | -    | 185.973 | -    | -    | -    | -    | -    |

### Relleu

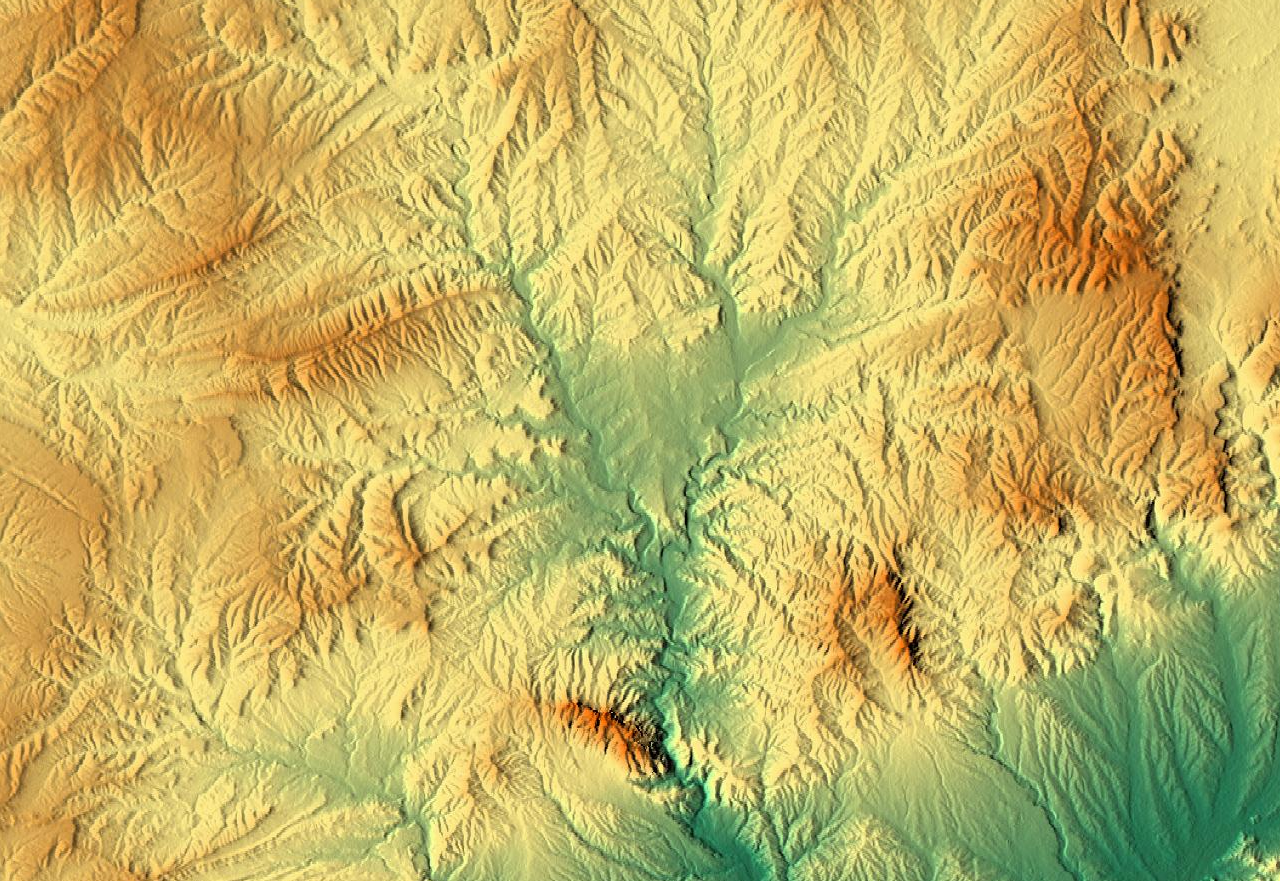
Mapa topogràfic del pla de Bages, al centre, de color verd. A la imatge s'hi aprecia: el massís de la muntanya de Montserrat, al sud; el massís de Sant Llorenç del Munt i la serra de l'Obac, al sud-est; l'altiplà del Moianès, a l'est; les valls de la riera Gavarresa, el riu Llobregat i el riu Cardener, al nord; la serra de Castelltallat, al nord-oest, i la serra de Palomes, al sud-oest.

El Bages és constituït essencialment per una extensa conca d'erosió vorejada d'altiplans i muntanyes enlairades, dins la Depressió central.
El pla de Bages constitueix el fons de la conca d'erosió, excavada per les aigües del Llobregat i dels afluents en les argiles, margues rogenques i gresos que hi ha en aquest lloc. Aquests materials es dipositaren durant l'època geològica de l'Eocè, al començament del Terciari. Posteriorment els rius s'hi encaixaren i part dels seus fondals es reompliren progressivament de materials al·luvials, donant lloc a diferents nivells de terrassa. Aquests nivells d'al·luvions poder ser observats en punts diferents al llarg de la carretera de Manresa a Berga. Són fàcilment identificables per l'abundor de còdols, o pedres ben arrodonides per l'aigua corrent.
El pla de Bages ocupa una posició central en la comarca, i és continuada per altres plans com el de Sant Vicenç al sud, i el de Fals i de Camps (Fonollosa) a l'oest.
El Moianès és l'altiplà que separa el pla de Bages, la plana de Vic i el Vallès Oriental. La major duresa dels materials (gresos i calcàries) ha fet que l'erosió hi hagi estat menys efectiva, donant lloc a relleus més enlairats. El Moianès estricte és una petita conca d'erosió suaument inclinada cap al Llobregat, entre 700 i 600 metres d'altitud. Aquesta conca d'erosió és tancada cap a l'est per relleus alts (Puig Rodors, 1057 m.; la Montjoia, 994, m; puig de l'Oller, 1061 m.; el Puigdegollats, 1004 m; la Sauva Negra. La inclinació de les capes dels materials cap a l'oest o sud-oest ha fet que en conjunt el relleu es presenti més suau pel cantó d'Osona. L'altiplà del Moianès continua cap al nord pel del Lluçanès, inclòs a la comarca d'Osona.
A ponent del pla de Bages també trobem un conjunt de serres. Però en aquest cas succeeix a l'inrevés. Un cop passada la vall del Cardener, els vessants s'enfilen amb pendents força inclinats, fins a assolir els altiplans, entre l'Anoia i el Solsonès. De sud a nord hi ha la serra de Rubió, la calma o l'altiplà de Calaf, la serra de Castelltallat i la serra de Pinós. Més cap a la Segarra.
Pel sud, el Bages és tancat pels relleus enlairats de la Serralada Prelitoral (Montserrat i Sant Llorenç de Munt). Els materials que formen les parts elevades d'aquestes serres són part del conjunt geològic de la Depressió Central, encara que geogràficament s'inclouen dins la Serralada Prelitoral. Són sobretot conglomerats que es dipositaren a les vores de la conca de sedimentació, i posteriorment han restat enlairats respecte a les terres que actualment les voregen. Aquesta posició enlairada és deguda sobretot a dues causes. Per un cantó, els conglomerats s'han endurit molt amb el temps, tant que ara són les roques més dures que trobem en el sector. A causa d'aquesta duresa els conglomerats s'han menys que la resta de les roques. Per un altre cantó, el conjunt dels relleus del que ara forma la Serralada Prelitoral s'enlaira respecte a l'interior de la Depressió Central i Depressió Prelitoral. Tot plegat ha fet que el Bages quedés tancat per un conjunt d'altes muntanyes. Sort que el Llobregat s'hi ha obert pas entremig, el que ens permet ara penetrar-hi amb certa facilitat pel fons de la vall.
Enmig de les capes margues, argiles i gresos apareixen, sovint i molts metres de profunditat, grans acumulacions de sals sòdiques i potàssiques. En alguns indrets aquestes sals han arribat a sorgir a la superfície, som succeeix a Cardona, on un diapir forma la coneguda muntanya de Sal, on la sal ha estat explotada des de temps molt antics. L'origen d'aquesta sal s'ha de buscar en la història de la formació geològica de la Depressió Central. Ara farà uns 40 milions d'anys es formà un gran llac o mar tancat on ara hi ha la Depressió Central: les aigües riques en sals s'anaren evaporant, el que determinà la deposició de masses enormes de sals.

### Hidrografia

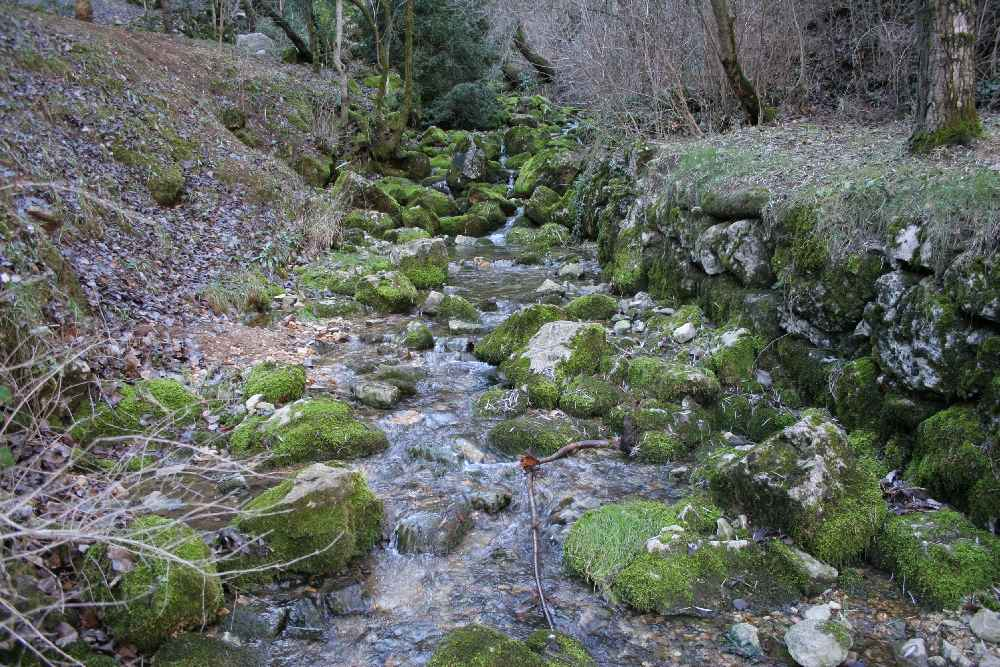
Els primers metres del riu Cardener

El Bages no pot entendre's sense el Llobregat i els seus afluents. Ells són els responsables de la conca d'erosió que s'ha format al pla de Bages i els que han permès una indústria molt activa en els darrers anys.
Malgrat la relativa escassetat de precipitacions, el Bages disposa d'aigua gràcies als seus rius, que provenen de les serralades pirinenques. El Llobregat travessa el Bages de nord a sud, al llarg d'uns 40 km. Hi entra per Navàs i en surt per l'estret del Cairat, al peu de Montserrat. El riu fa poca història al seu pas pel Bages. Només hi destaquen els nombrosos meandres que formen el seu camí pel pla i alguns petits engorjats. La història li ve de les rescloses que, una rere altra, han estat construïdes al llarg del seu curs, per a aprofitar el màxim les seves aigües. El Llobregat té a les seves ribes Navàs, Balsareny, Sallent, Cabrianes, Navarcles, el Pont de Vilomara, Sant Vicenç de Castellet, Castellbell i Monistrol de Montserrat.
Per la dreta el Llobregat rep el Cardener, a més d'altres rieres i torrents, com les rieres del Mujal i de Marganell. Per l'esquerra hi desguassen les rieres de Merlès, just en el límit amb el Berguedà, la riera Gavarressa, la de Calders i la de Mura. La riera Gavarressa neix i recorre primer les terres del Lluçanès, per després travessar llargament el Bages. Té diversos afluents notables, com les rieres de Relat, d'Oló i Malrubí. La riera de Calders recull les aigües del sector meridional del Moianès.
El Cardener fa una bona competència al Llobregat. Fins a la ciutat de Manresa és a la seva riba, a més de Cardona, Súria i Sant Joan de Vilatorrada. Desguassa al Llobregat uns 8 km al sud de Manresa, al terme municipal de Castellgalí. Rep per la dreta algunes rieres notables com la de Salo o de Matamargó, de Coaner, de Fals, de Rajadell i de Sant Salvador de Guardiola o de Corner. Per l'esquerra rep l'Aigua d'Ora i les rieres de Navel, d'Hortons, d'Argençola i de Vallverd. La riera de Rajadell és formada per la unió de diversos torrents dels vessants orientals de l'altiplà de Calaf.
Els rius i rieres principals porten aigua tot l'any, encara que el règim hi és molt irregular. El Llobregat i el Cardener tenen un règim nivo-pluvial, amb un màxim de maig-juny. El cabal depèn sobretot de les pluges i, menys, de la fusió de la neu. Les inundacions hi són freqüents: foren importants el 1850, el 1907, el 1919, el 1940 i el 1982, entre d'altres. Els estralls són molt grans a causa de les nombroses rescloses establertes en els cursos d'aigua i dels canals, els habitatges, els molins i les fabriques construïts a les ribes.
L'embassament de Sant Ponç al Cardener i el de la Baells al Llobregat regulen ara el cabal dels rius i eviten que es produeixin inundacions amb tanta freqüència.

## Clima
El Bages està constituït per una plana de 200 a 300 m i una zona elevada de muntanya mitjana o altiplans de fins a 1.000 m d'altitud que l'envolten. Gran part de la comarca té clima Mediterrani Continental Subhumit, amb precipitació mitjana anual al voltant dels 600 mm i una temperatura mitjana de 12 °C a 14 °C. En zones elevades, com el massís de Montserrat o la serra de l'Obac, la pluviositat augmenta i la temperatura és lleugerament més baixa. El règim pluviomètric mostra un mínim hivernal i màxims a la primavera i a la tardor. Pel que fa a la temperatura, els hiverns són freds a tota la comarca i els estius calorosos, especialment a les zones més baixes. L'amplitud tèrmica anual és alta, de fins a 20 °C, i el període lliure de glaçades va de juny a octubre.

## Vegetació

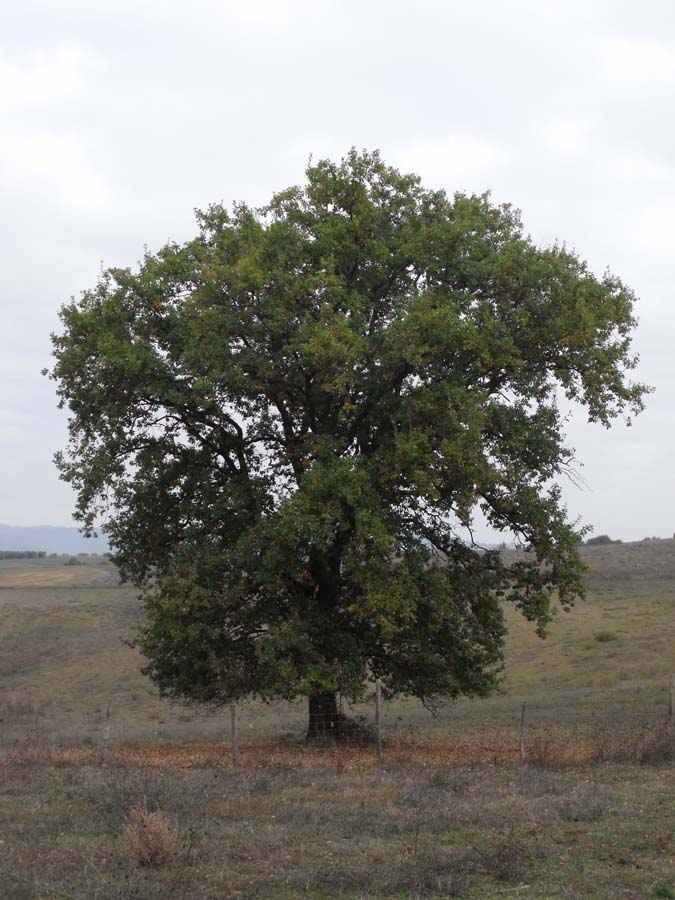
Roure martinenc

El paisatge vegetal actual del Bages és constituït sobretot per pinedes de pi blanc, o de pinassa i pi roig als indrets més frescals. Sota aquestes pinedes hi ha garrigues, brolles de romaní i pastures de jonça. Sovint només hi creix una vegetació ben esquifida i discontinua d'unes poques herbes i mates petites.
Es creu que d'una manera natural el bosc dominant seria un bosc dens on abundarien l'alzina i la carrasca. Potser en alguns vessants frescals i humits hi hauria també rouredes amb el roure martinenc i sobretot el roure valencià.
Les pinedes, garrigues i brolles són tan abundants que se'ns fa difícil imaginar-nos el paisatge amb alzinars, carrascars i rouredes. Ben interessant és mirar les fotografies de fa gairebé cent anys que mostren com eren els turons dels Bages aleshores. Busqueu-ne, i comprovareu que ara tenim un paisatge molt més frondós que fa unes dècades. Bona part de les terres on ara hi ha pinedes de pi blanc, eren vinyes o terres ocupades per altres cultius.
A Montserrat i Sant Llorenç del Munt, molt influenciades per l'aire marítim que ve de la Mediterrània, hi ha àmplies superfícies ocupades per alzinars. En aquestes muntanyes les rouredes són escasses. A les ribes dels corrents d'aigua s'ha format un bosc de ribera que en els seus rius principals ha estat molt alterat, a causa de l'intens aprofitament de l'aigua i de les obres que ha comportat, com a rescloses i canals. En els cursos secundaris el bosc de ribera és més ben conservat, i s'hi desenvolupen amb facilitat salzedes i omedes. En algunes ribes s'han plantat pollancres.

## Agricultura i ramaderia

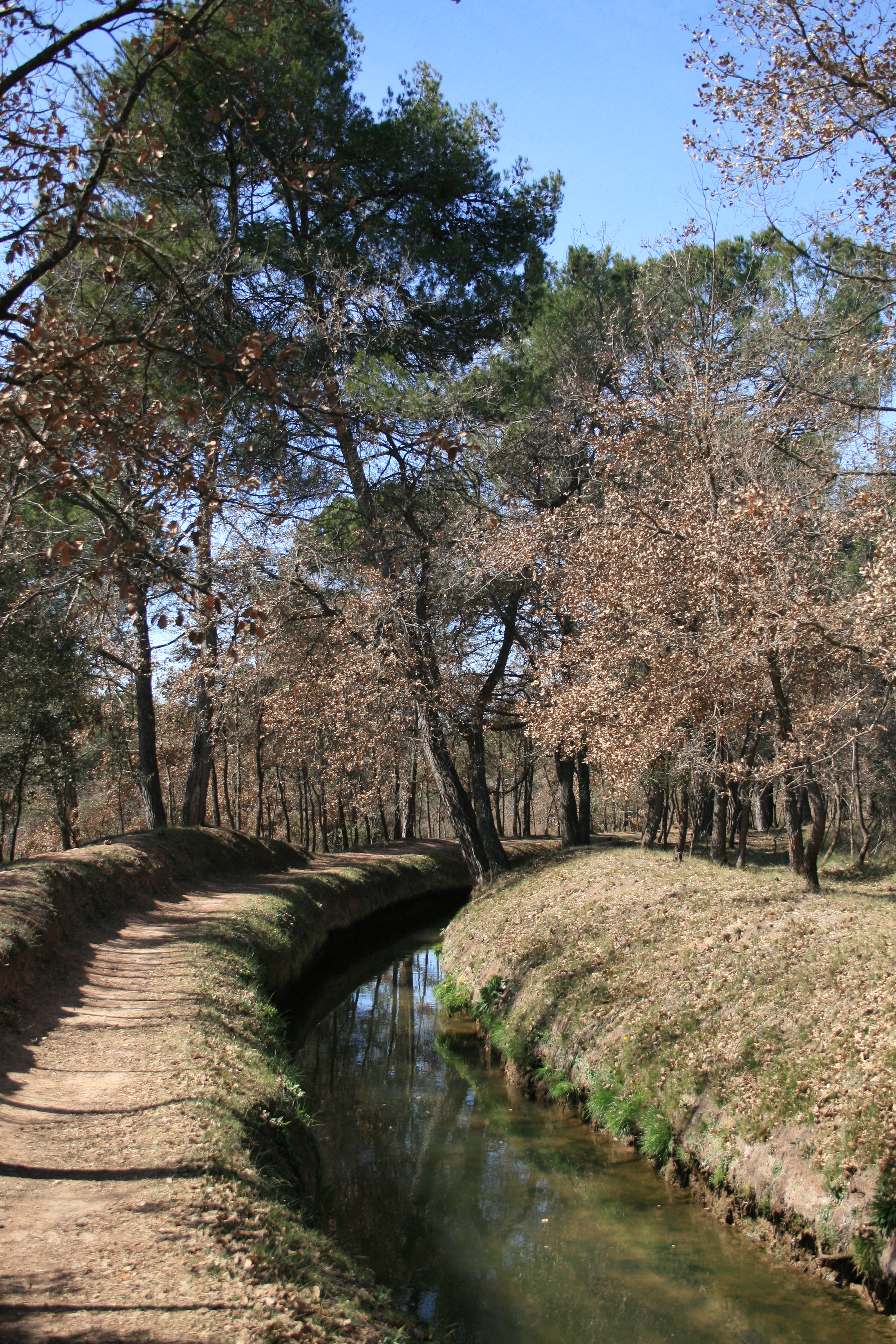
La séquia de Manresa al seu pas per Sallent

Hi predomina el cultiu de secà però hi ha una zona de regadiu amb conreus d'horta d'unes mil hectàrees fet des de temps medievals gràcies a la construcció de la Séquia de Manresa. La séquia és una de les principals obres d'enginyeria civil medieval d'Europa. Datada al segle xiv, té 26 quilòmetres de llargada i només 10 metres de desnivell. Porta l'aigua del Llobregat des de Balsareny a Manresa i desemboca al Parc de l'Agulla. A més d'aquesta ciutat, altres poblacions com Santpedor, St. Fruitós, Pineda i St. Joan de Vilatorrada prenen aigua de la séquia.
En el secà s'hi fan sobretot cereals (ordi i blat principalment), alguns conreus industrials com el gira-sol o el cànem, la vinya i l'olivera, encara que aquesta periòdicament pot quedar afectada per fredorades com les de 1956, 1962 i 1985.
La ramaderia en règim d'estabulació ha esdevingut modernament més important econòmicament especialment en el sector del porcí i boví.

## Indústria
No hi ha cap dubte que és la indústria l'activitat econòmica principal al Bages en els darrers 180 anys. Hi ha nombrosos factors que tots plegats feren que Bages sigui una comarca industrial. Es parla de la forta tradició preindustrial de la comarca, de la disponibilitat d'aigua corrent per fer funcionar les màquines, de la mà d'obra disponible o de les vies de comunicació. Però cap d'aquests fets explica ben bé el perquè el Bages esdevingué una comarca tan activa industrialment. L'explicació essencial resideix en la voluntat dels homes que hi han viscut i hi viuen. Altres indrets tenien i tenen millors terres, més aigua i el relleu facilita més les comunicacions. I ha estat precisament el Bages, una comarca aïllada pel relleu, la que anà més endavant. Es construí un tren de via estreta per l'entrada de matèries primeres i l'exportació de productes manufacturats.

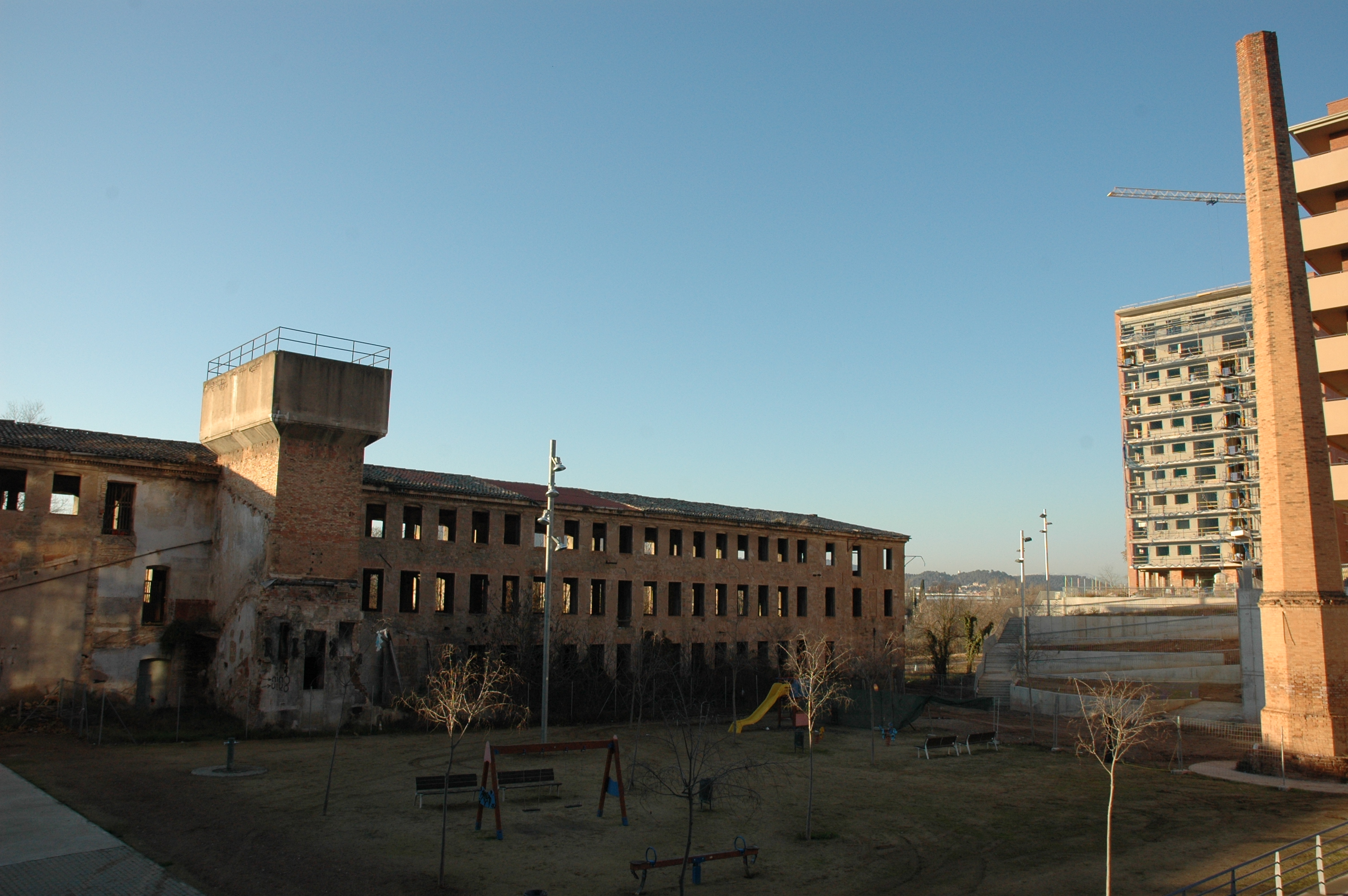
Restes d'una fàbrica tèxtil a Manresa

Fins no fa gaire la indústria del Bages girava entorn el cotó i els teixits. Ja de ple en el segle xx s'instal·laren diverses indústries metal·lúrgiques, extractives i químiques. La indústria metal·lúrgica fou important en el ram de la fabricació de maquinària tèxtil. Actualment, al costat d'aquesta hi ha la fabricació d'accessoris per a automòbils, autobolquets i material elèctric. Hi ha també diverses indústries alimentàries (escorxadors, farineres, fàbriques de pastes i pinsos).
El Bages és actualment (2012), malgrat la crisi, la comarca minera més important de Catalunya. La presència de sals de potassa al seu subsòl va fer canviar la vida de quatre pobles: Cardona, Súria, Sallent i Balsareny. Les mines donaren vida a aquests pobles, però amb el neguit, de què si un dia fallen, com està passant, els problemes seran molt greus, tal com ja va succeir a Cardona.
Primer s'explotaren les mines de Súria (1918), seguiren les de Sallent (1931), les de Cardona (1932) i les últimes foren les de Balsareny. L'explotació minera donà en un primer moment molta feina, tant dins com fora de les mines. Va caldre construir diverses edificacions i establir una xarxa de transport que permetés exportar les sals potàssiques amb facilitat. Amb aquest objectiu es completaren les obres ferroviàries per tal de poder fer arribar el mineral al port de Barcelona.

## Comunicacions
La xarxa de comunicacions ha estat essencial per la vida de Bages, més que per cap altra comarca. La indústria bagenca ha sabut que podia establir una indústria sòlida a la seva comarca sempre que les comunicacions li facilitessin l'entrada i la sortida dels productes. I Bages no és pas una comarca afavorida; no té pas unes condicions naturals que facilitin l'establiment de carreteres i ferrocarrils. Fins i tot actualment resta allunyada de les grans vies de comunicació malgrat que ara travessa el Bages l'Eix Transversal que l'uneix amb Lleida i Girona.

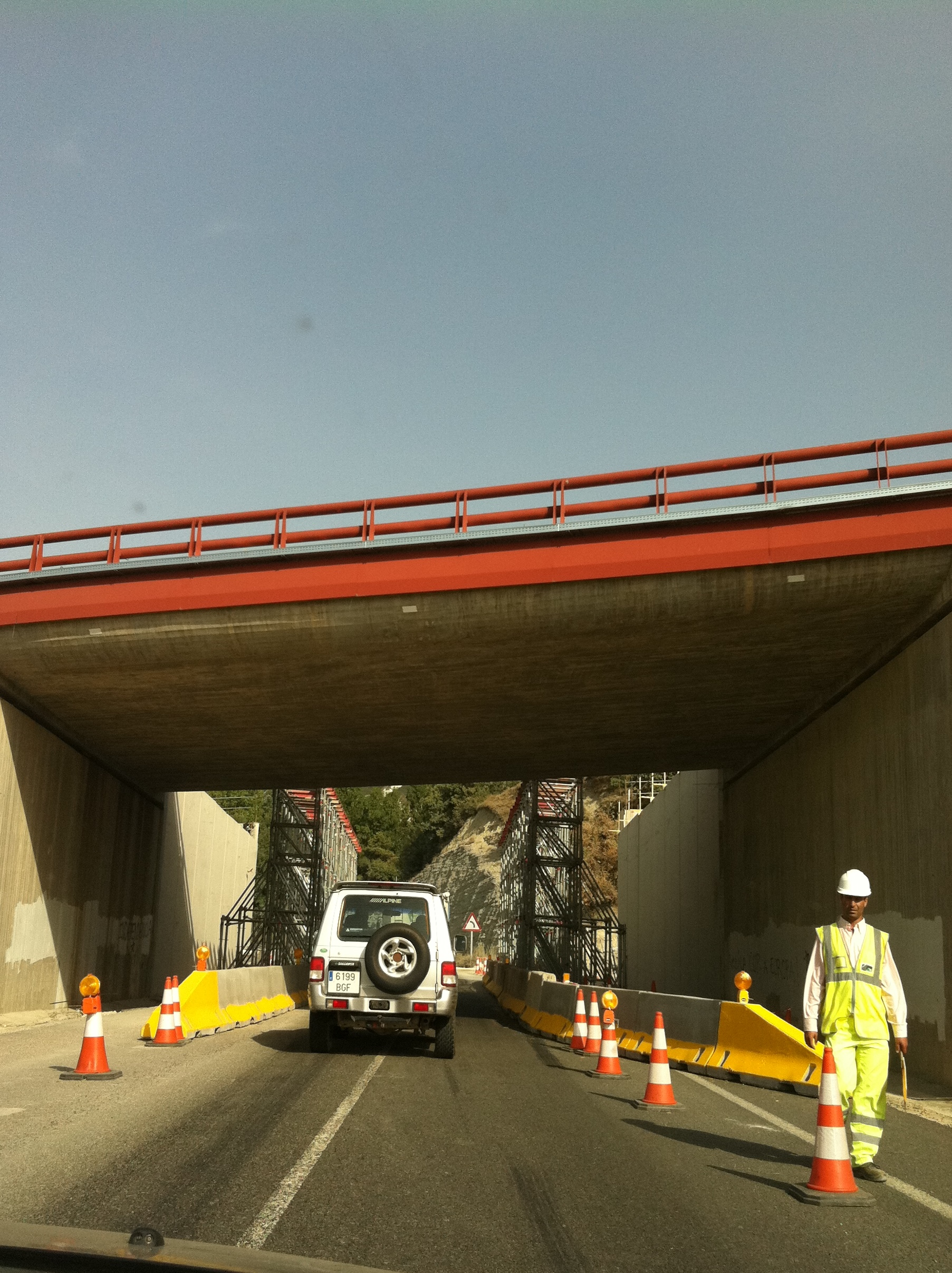
Obres a la carretera C-25 a la comarca del Bages el 2011

És per aquesta raó que el Bages disposa d'unes comunicacions diferents a altres comarques. Fins a la construcció de l'Eix Transversal, l'element més característic n'era el tren de via estreta que, seguint el curs del Llobregat, comunica Barcelona amb el Bages, i continuava fins al Berguedà. El primer tram construït fou entre Manresa i Olvan-Berga (Berguedà), inaugurat fins a Puig-reig el 1885 i fins a Olvan el 1887. Més tard, el 1904, el tren arribà fins a Guardiola de Berguedà. L'enllaç d'aquesta línia amb Barcelona no es completà fins al 1924, amb un traçat difícil entre Manresa i Martorell. Es construïren diversos ponts sobre el Llobregat i nombrosos túnels, sobretot al sector de Montserrat: el més llarg és el de la Puda. El 1924 s'acabà un ramal que unia Manresa amb Súria.
La línia de Manresa a Guardiola de Berguedà fou clausurada entre 1972 i 1973. Els sectors Manresa-Sallent i Manresa Súria foren totalment reformats a finals dels anys 1970, però només s'utilitzen per al transport de mercàderies (sals potàssiques). El servei de passatgers només funciona entre Manresa i Barcelona.
Abans del tren de via estreta, a Manresa ja havia arribat una altra línia ferroviària, que uneix Barcelona, Sabadell, Terrassa, Manresa i Lleida, tot continuant cap a Saragossa i la resta d'Espanya. El tren arribà a Manresa el 1859 i s'uní fins a Lleida el 1860. Aquesta línia ha permès la comunicació del Bages amb les dues capitals del Vallès, amb Barcelona i amb la resta de la xarxa nacional i internacional. aquesta línia de RENFE actualment continua fent la mateixa funció.
Si la xarxa ferroviària fou un element essencial en el desenvolupament industrial del Bages a la darreria del segle xix i primera meitat del XX, les carreteres ho són en l'actualitat sobretot amb la incorporació de l'Eix Transversal i l'Eix del Llobregat, els quals han unit l'àrea industrial i comercial barcelonina amb França passant pel Bages. Més enllà i cap al Berguedà L'Eix del Llobregat amb el túnel del Cadí per arribar a la Cerdanya, unit amb el túnel francès permet avui un enllaç més fàcil cap a Tolosa de Llenguadoc i, d'aquesta ciutat, cap al centre de França i París.

## Colònies del Llobregat
La comarca del Bages té una antiga tradició tèxtil, que arrenca ja amb els antics paraires, que filaven la llana de les ovelles, i amb l'ofici dels teixidors a mà, tant estès a Manresa, Sallent o Cardona. També va assolir importància la indústria sedera a Manresa durant el segle xviii. Però, des de mitjan segle xix, la indústria cotonera va desbancar les de la llana i la seda, i els nous telers mecànics van deixar antiquats els telers manuals.
I és que la introducció d'aquella maquinària moderna que va iniciar l'era industrial a Catalunya, necessitava molta força per a moure-la. Per això van anar instal·lant-se les grans fàbriques a les ribes dels rius, aprofitant la força de l'aigua. des d'una resclosa, part de l'aigua era conduïda per un canal de mínim pendent, de forma que es formés un fort desnivell en relació amb el riu: l'aigua, al saltar, feia rodar les turbines, les quals movien un embarrat ple de rodes, que, amb unes corretges, accionaven els telers.
Les conques del Ter i del Llobregat eren les zones més adequades per a instal·lar aquella puixant indústria tèxtil cotonera. El primer teler mecànic es va instal·lar a Sallent, l'any 1826.
El riu Llobregat, des del seu curs alt, a la comarca del Berguedà, ja és aprofitat hidràulicament per grans fàbriques tèxtils. I continua per tot el Bages i fins pel Baix Llobregat. També s'estén a les ribes d'alguns dels seus afluents, sobretot del Cardener, del riu Calders i de la riera Gavarresa.
Al costat de les fàbriques es construïen les colònies industrials com uns <pobles nous> on vivien els treballadors, amb unes condicions laborals i socials molt difícils, depenent totalment de la fàbrica i de les necessitats de la producció. Si seguiu el curs del Llobregat, les distingireu de seguida: el riu, la carretera, la via de l'antic carrilet, la fàbrica, les fileres de cases dels treballadors, l'església, l'economat, el cafè i el centre recreatiu, la casa de l'empresari i la del director. Les fàbriques, amb les seves colònies, solien instal·lar-se separades del pobles.
També l'explotació de les mines de sal i de potassa va comportar la instal·lació de colònies mineres, d'una fisonomia semblant a Cardona, a Súria i a Sallent. Tanmateix, va ser la indústria tèxtil —filatura i teixits— que va transformar totalment la comarca, la producció, la població, les formes de vida, de cap a cap del Llobregat.

## Política i govern
El principal òrgan de govern d'àmbit comarcal és el Consell Comarcal, amb seu a Manresa.